# ロンドン・カレッジ・オブ・コミュニケーション
ロンドン・カレッジ・オブ・コミュニケーション（London College of Communication, LCC）は、ロンドン芸術大学を構成するカレッジの一つ。所在地はエレファント・アンド・キャッスル。現在の学長はナタリー・ブレット。メディアとデザイン関連の60の学科には約6,500名の学生が在学しており、クリエイティブ産業での職を得るために努力している。ディプロマ、ファンデーション、学士課程、大学院課程を設置している。LCCの学科ではマルチメディアが融合した専門を学ぶことができ、グラフィックデザイン＋広告、写真＋映像＋アニメーション、出版＋広報、音響芸術＋デザイン、インタラクティブデザイン＋空間デザイン、といった専攻がある。

## 沿革
- 1894年：セント・ブライド基金研究所印刷学校（Saint Bride Foundation Institute Printing School）が設立される。
- 1894年：ギルド技術学校（Guild and Technical School）が設立される。
- 1911年：ギルド技術学校がボルト・コート技術学校（Bolt Court Technical School）に再編・改称。その後、ロンドン・カウンティ・カウンシル写真製版リソグラフィー学校（London County Council School of Photo-Engraving and Lithography）に改称[2]。
- 1921年：ウェストミンスター・デイ継続学校（Westminster Day Continuation School）が設立される。
- 1929年：ウェストミンスター・デイが小売流通学校（School of Retail Distribution）になる。
- 1949年：ボルト・コートとロンドン印刷学校（London School of Printing）が合併し、ロンドン印刷グラフィックアーツ学校（London School of Printing and Graphic Arts）ができる。
- 1962年：ロンドン・カレッジ・オブ・プリンティング（London College of Printing, LCP）に改称し、キャンパスをエレファント・アンド・キャッスルに移転する。
- 1969年：ノース・ウェスタン・ポリテクニック（現、ロンドン・メトロポリタン大学）の印刷学科を併合する。
- 1985年：ロンドン・インスティテュートができる。
- 1990：流通業カレッジ（College of Distributive Trades）を併合し、ロンドン・カレッジ・オブ・プリンティング・アンド・ディストリビューティブ・トレーズ（London College of Printing and Distributive Trades）に改称する。
- 1996年：ロンドン・カレッジ・オブ・プリンティングに名称を戻す[3]。
- 2003年：ロンドン・インスティテュートが大学認可を受け、ロンドン芸術大学になる。
- 2004年：LCPがロンドン芸術大学のカレッジの一つロンドン・カレッジ・オブ・コミュニケーション（London College of Communication）になる。

## 著名な卒業生
- レベカ・ブルックス（英語版） (『News International』前・チーフエグゼクティブ)
- ジェーン・ルート（英語版） (「BBC Two」前・監督者)
- チャールズ・サーチ（英語版） (広告エグゼクティブ、アートコレクター)
- ラルフ・スティードマン（英語版） (漫画家、イラストレーター)
- ネヴィル・ブロディ (グラフィックデザイナー)
- ジョン・ハガティ（英語版） (広告エグゼクティブ)
- ボニー・ライト (女優)
- ジェファソン・ハック（英語版） (編集者)
- ランキン（英語版） (写真家)
- サラ・ルーカス（英語版） (アーティスト)
- マッシモ・ヴィターリ (写真家)